# High Roller for One Drop 2017 (WSOPE)
Das High Roller for One Drop der WSOPE 2017 war die fünfte Austragung dieses Pokerturniers. Es wurde vom 3. bis 5. November 2017 im Rahmen der World Series of Poker Europe im King’s Casino in Rozvadov ausgespielt und war mit seinem Buy-in von 111.111 Euro hinter dem Super High Roller Bowl das zweitteuerste Pokerturnier des Jahres 2017.

## Struktur

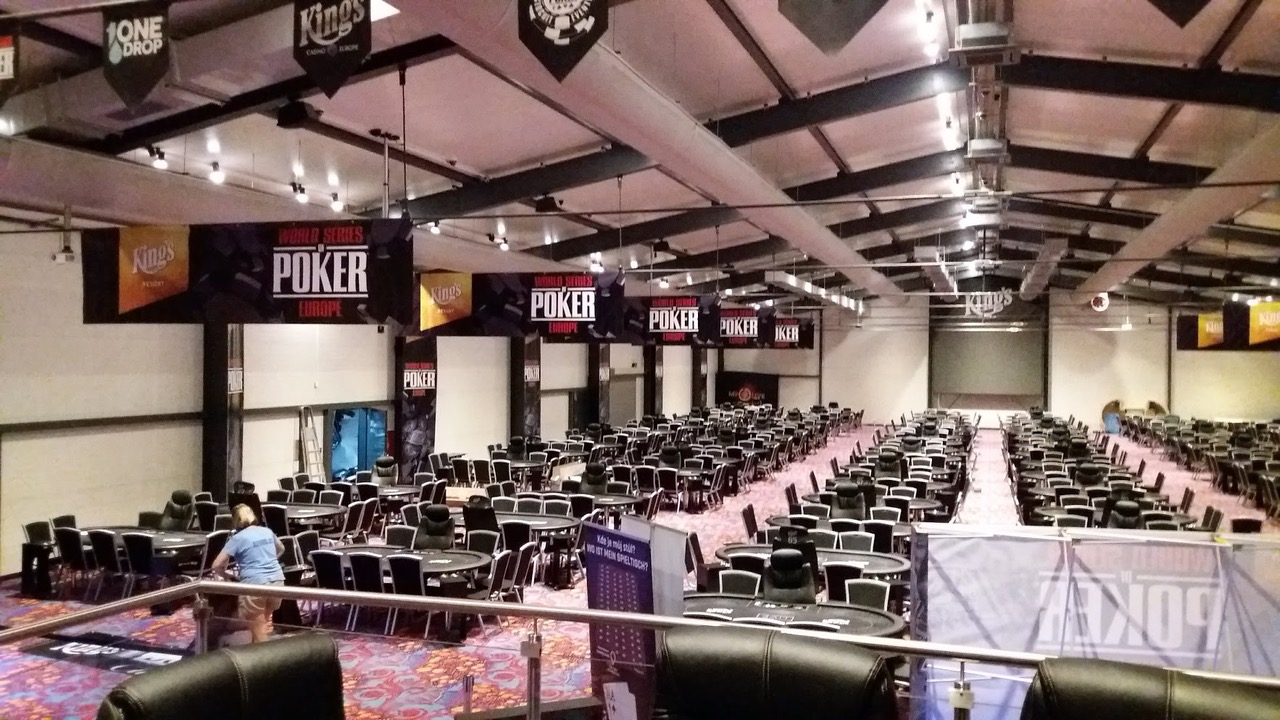
Das King’s Casino in Rozvadov

Das High-Roller-Turnier in der Variante No Limit Hold’em war das zehnte Turnier der World Series of Poker Europe 2017 und das teuerste Event auf dem Turnierplan. Das Teilnehmerfeld war auf 111 Spieler begrenzt. Bereits im März 2017 sicherten sich über 50 Spieler ihre Teilnahme. Insgesamt nahmen 88 Spieler teil, 44 davon nutzten die Option eines Re-Entrys. Damit wurde ein Preispool von knapp 13 Millionen Euro generiert.

## Ergebnisse

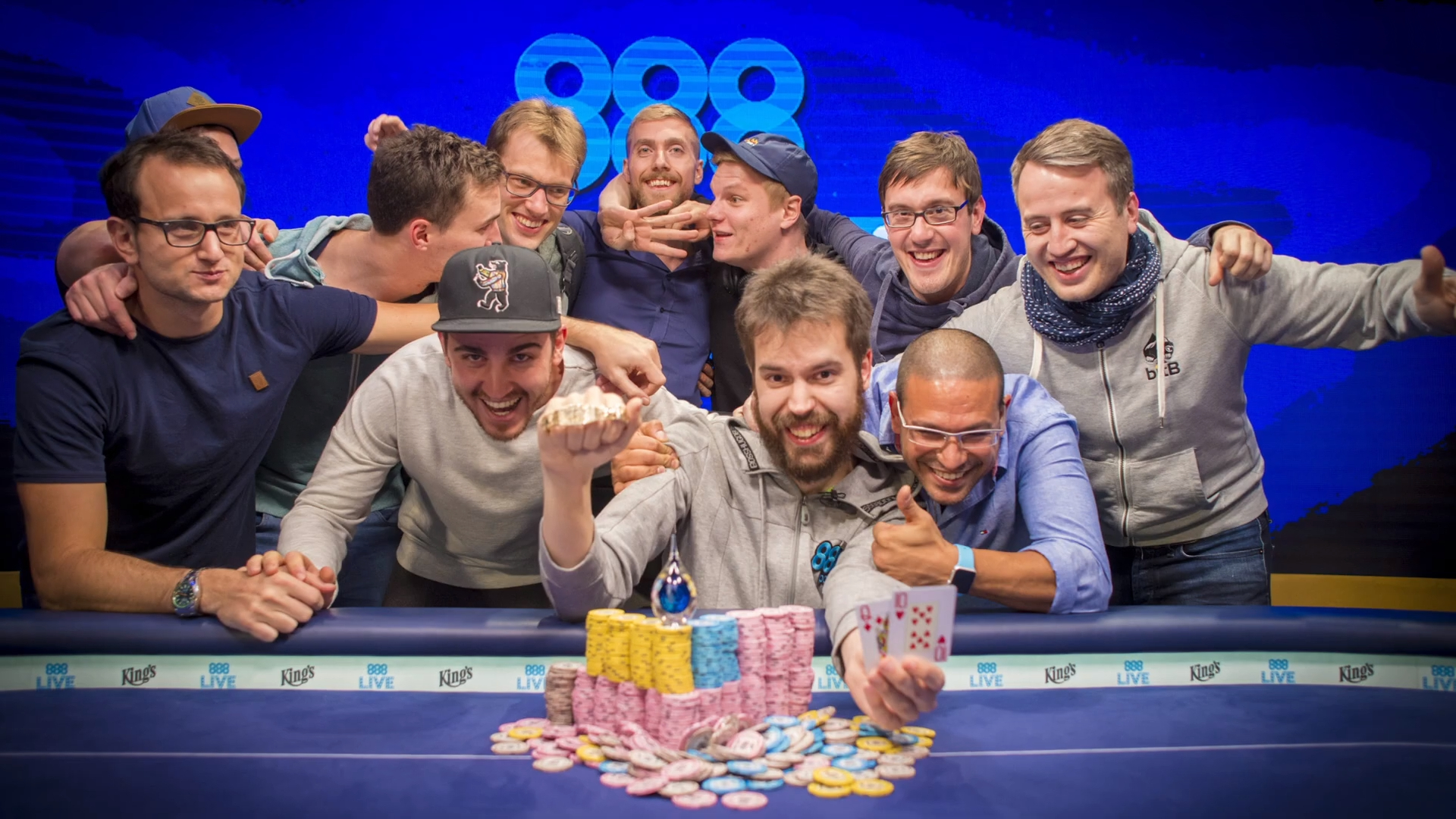
Dominik Nitsche nach seinem Sieg

Sieger Dominik Nitsche erhielt neben dem Preisgeld sein viertes Bracelet. Für die Teilnehmer gab es 20 bezahlte Plätze:
| Platz | Herkunft               | Spieler             | Preisgeld (in €) |
| ----- | ---------------------- | ------------------- | ---------------- |
| 1     | Deutschland            | Dominik Nitsche     | 3.487.463        |
| 2     | Deutschland            | Andreas Eiler       | 2.155.418        |
| 3     | Belarus                | Mikita Badsjakouski | 1.521.312        |
| 4     | Osterreich             | Thomas Mühlöcker    | 1.096.206        |
| 5     | Deutschland            | Steffen Sontheimer  | 0.806.758        |
| 6     | Deutschland            | Christoph Vogelsang | 0.606.694        |
| 7     | Iran                   | Ahadpur Khangah     | 0.466.421        |
| 8     | Tschechien             | Martin Kabrhel      | 0.366.762        |
| 9     | Vereinigtes Konigreich | Charlie Carrel      | 0.295.131        |
| 10    | Belgien                | Kenny Hallaert      | 0.295.131        |
| 11    | Deutschland            | Koray Aldemir       | 0.243.169        |
| 12    | Vereinigte Staaten     | Nick Petrangelo     | 0.243.169        |
| 13    | Ukraine                | Eugene Katschalow   | 0.205.263        |
| 14    | Deutschland            | Jan Schwippert      | 0.205.263        |
| 15    | Deutschland            | Christopher Frank   | 0.177.616        |
| 16    | Vereinigtes Konigreich | Jack Sinclair       | 0.177.616        |
| 17    | Vereinigte Staaten     | Bryn Kenney         | 0.157.652        |
| 18    | Polen                  | Bartlomiej Machon   | 0.157.652        |
| 19    | Vereinigtes Konigreich | Jack Salter         | 0.157.652        |
| 20    | Deutschland            | Daniel Pidun        | 0.157.652        |